# 엄윤철
엄윤철(嚴潤哲, 1991년 11월 18일~)은 조선민주주의인민공화국의 역도 선수로 2012년 하계 올림픽 남자 밴텀급 금메달, 2016년 하계 올림픽 남자 밴텀급 은메달을 획득했다. 또한 세계 역도 선수권 대회에서 5회 우승을 차지했으며, 2019년 세계 선수권 대회에서 밴텀급 용상과 종합 세계 신기록을 세웠다. 그는 역도 역사상 6번째로 자신의 체중의 3배를 든 남자 선수이다.